# Muhammed Faris
Muhammed Ahmed Faris (árabe:محمد أحمد فارس) (Alepo, 26 de maio de 1951 — 19 de abril de 2024) foi um aviador militar e foi um cosmonauta sírio. Ele foi o segundo árabe e primeiro e único cidadão da Síria no espaço.

## Biografia
Faris era coronel da força aérea síria e se especializava em navegação quando foi selecionado, em setembro de 1985, para participar do programa espacial Intercosmos, criado nos anos 70 pela URSS, para levar cosmonautas dos países politicamente alinhados ao espaço.
Depois de passar por treinamento na Cidade das Estrelas, Faris foi ao espaço como cosmonauta-pesquisador em julho de 1987, na nave Soyuz TM-3, para uma semana de estadia de trabalho e pesquisas na estação orbital russa Mir, retornando à Terra na Soyuz TM-2.
Após seu voo, ele voltou para força área de seu país e recebeu do governo soviético a Ordem de Lenin e o título de Herói da União Soviética.
Em 4 de agosto de 2012, durante a guerra civil na Síria, Muhammed Faris abandonou o país e se juntou à oposição na Turquia.
Faris faleceu no dia 19 de abril de 2024.